# Adèle Mardosewicz
 (janvier 2023).
Si vous disposez d'ouvrages ou d'articles de référence ou si vous connaissez des sites web de qualité traitant du thème abordé ici, merci de compléter l'article en donnant les références utiles à sa vérifiabilité et en les liant à la section « Notes et références ».
Adèle Mardosewicz (en religion Mère Marie-Stella du Très-Saint-Sacrement), née le 14 décembre 1888 dans le village de Ciasnówka (ouiezd de Nesvij, dans la partie polonaise administrée par l'Empire russe et morte le 1er août 1943 fusillée par des hommes de la Gestapo près de Nowogrodek en Pologne (aujourd'hui Biélorussie), est une religieuse de la congrégation des Sœurs de la Sainte Famille de Nazareth, à la tête du groupe des martyres de Nowogrodek béatifiées par Jean-Paul II, le 5 mars 2000 à Rome.

## Biographie
Elle entre en 1910 dans la congrégation enseignante de la Sainte Famille de Nazareth et fait son noviciat à Albano[Lequel ?] en Italie. Elle y prononce ses vœux perpétuels sous le nom de Marie-Stella du Très-Saint-Sacrement.
Elle est appelée en 1936 par l'évêque de Nowogrodek, Mgr Zygmunt Lozinski à collaborer avec un groupe de compagnes à l'internat qu'elles avaient ouvert quelques années plus tôt et à développer un travail paroissial auprès des enfants du catéchisme. L'internat est fermé par les autorités soviétiques à l'automne 1939, mais le couvent reste ouvert et la religieuse est élue supérieure de la communauté en 1940. C'est au tour de l'armée allemande d'envahir la région à l'été 1941. Des exactions, en particulier contre la population juive de la ville, ont lieu aussitôt. Lorsqu'une dernière vague d'arrestation de 120 personnes a lieu en juillet 1943, elle ne cache pas sa désapprobation et confie même au chapelain qu'elle-même et ses sœurs sont prêtes à échanger leur vie contre celle des otages. Ceux-ci ne sont finalement pas fusillés, mais sont relâchés ou envoyés en Allemagne en tant que travailleurs du service obligatoire.
Quelques semaines plus tard, le 31 juillet, les religieuses sont convoquées au commissariat. Elles passent la nuit en prières pensant au pire être envoyées en tant que travailleuses forcées, mais le 1er août 1943 à 3 h 30, elles sont remises à des hommes de la Gestapo qui les fusillent à l'aube dans la forêt près de la ville.
Elle est béatifiées le 5 mars 2000 par Jean-Paul II, à Rome, avec ses dix camarades.